# And Here Is 'Music for the Fireside'!
And Here Is 'Music for the Fireside'! è il secondo EP del gruppo The Bats, pubblicato nel 1985 in Nuova Zelanda dalla Flying Nun Records.

## Tracce
Testi e musiche di Robert Scott.
1. Earwig – 2:49
2. Chicken Bird Run – 2:50
3. Blindfold – 2:59
4. Joes Again – 2:58
5. Offside – 3:03
6. Claudine – 3:13
7. Neighbours – 3:10

## Musicisti
- Paul Kean (basso, voce)
- Malcolm Grant (batteria)
- Robert Scott (voce, chitarra, pianoforte)
- Kaye Woodward (voce, chitarra)